# San Pancrazio
San Pancrazio (italiano) ou Sankt Pankraz (alemão) é uma comuna italiana da região do Trentino-Alto Ádige, província de Bolzano, com cerca de 1.609 habitantes. Estende-se por uma área de 62 km², tendo uma densidade populacional de 26 hab/km². Faz fronteira com Castelfondo (TN), Lana, Lauregno, Naturno, Senale-San Felice, Tesimo, Ultimo.
99,81 % dos habitantes falam como língua materno o alemão.

## Demografia
| Variação demográfica do município entre 1861 e 2011                               |
|                                                                                   |
| Fonte: Istituto Nazionale di Statistica (ISTAT) - Elaboração gráfica da Wikipedia |